# Рахмонов, Дарвишбек Уринбоевич
Рахмонов Дарвишбек Уринбоевич — видный деятель циркового искусства Узбекистана, художественный руководитель образцовой цирковой труппы «Калдиргоч» (Ласточка).

## Биография
Дарвишбек Рахмонов родился в 1952 году в киргизском городе Ош в семье служащего. Окончил с отличием Ташкентскую студию эстрадно-циркового искусства в 1981 году. Он является организатором и художественным руководителем образцовой цирковой труппы «Калдиргоч» (Ласточка) в Янгиюльском районе Ташкентской области. Непосредственно под его руководством цирковая труппа «Калдиргоч» стала лауреатом всесоюзных конкурсов, лауреатом премии Ленинского комсомола Ташкентской области, на республиканских смотрах-конкурсах четыре раза завоевала первое место, два раза заняла второе место.
Рахмонов — создатель многочисленных оригинальных цирковых постановок, он воспитал десятки учеников, которые работают в профессиональных цирках многих стран мира. Упоминается среди сильнейших палванов (цирковых силачей). Выступления труппы «Калдиргоч» транслировались в десятках телепередач узбекского телевидения.
Заслуги Дарвишбека Рахмонова в деле развития искусства и культуры были высоко оценены и по указу президента Республики Узбекистан от 26 августа 2002 года он был награждён медалью «Шухрат» (Слава). Дарвишбек Рахмонов представлен к званию Заслуженный деятель искусств Республики Узбекистан.

За активное участие в духовно-просветительских и социальных преобразованиях, осуществляемых в нашей стране, за вклад во внедрение в умы и сердца наших соотечественников идеи национальной независимости, воспитание молодого поколения в духе любви к Родине, преданности национальным и общечеловеческим ценностям наградить Рахмонова Дарвишбека Урунбоевича — режиссёра циркового коллектива «Калдиргоч» отдела культуры Янгиюльского района Ташкентской области: медалью «Шухрат»

Президент Республики Узбекистан И. Каримов.
город Ташкент, 26 августа 2002 года.
Женат на Мастурахон Валиевой (род. 25.01.1961), акушерке и сотруднице труппы «Калдиргоч».